# Eduard II Farnese
Eduard II Farnese, també conegut com a Eduard II de Parma, (Colorno, Ducat de Parma 1666 - Parma 1693) fou un príncep parmesà que va ser l'hereu de Ranuccio II de Parma, si bé morí abans del seu pare.

## Orígens familiars
Va néixer el 12 d'agost de 1666 a la ciutat de Colorno, població propera a la ciutat de Parma, sent el segon fill del duc Ranuccio II de Parma i la seva segona esposa Isabel d'Este. Fou net per línia paterna de Eduard I de Parma i Margarida de Mèdici, i per línia materna de Francesc I d'Este i Maria Caterina Farnese. Fou germà, per part de pare, dels ducs Francesc I i Antoni I de Parma.

## Núpcies i descendents
Es casà el 3 d'abril de 1690 "per poders" a Neuburg i el 17 de maig "en persona" a la ciutat de Parma amb Dorotea Sofia del Palatinat-Neuburg, filla de Felip Guillem I del Palatinat i Elisabet Amàlia de Hessen-Darmstadt. D'aquesta unió nasqueren:
- Alexandre Ignasi Farnese (1691-1693)
- Isabel Farnese (1692-(1766), casada el 1714 amb el rei Felip V d'Espanya (1683-1746)

## Mort
La seva mort prematura el 6 de desembre de 1693 va comportar que mai arribés a regnar. La seva esposa l'any 1695 es casà amb el seu germanastre Francesc I de Parma, el qual fou nomenat hereu en morir Ranuccio II.